# Vol Air Transat 961
Le vol Air Transat 961 (TSC961) était un vol international régulier reliant Varadero, à Cuba, à la ville de Québec, au Canada, le 6 mars 2005. L’avion, un Airbus A310 de la compagnie aérienne canadienne Air Transat, a subi une grave défaillance structurelle avec la gouverne de direction, qui s’est détachée pendant le vol. L’équipage a réussi à garder le contrôle de l’avion pour retourner sain et sauf à Varadero.
L’enquête qui a suivi a établi que les procédures d’inspection du constructeur des matériaux composites constituant la gouverne de direction n’étaient pas adéquates. Ces procédures ont été modifiées à la suite de cet incident.

## Avion
L'appareil impliqué est un Airbus A310-308 immatriculé C-GPAT (numéro de série 597) et sorti d'usine en septembre 1991. Il a d'abord été livré et a opéré chez Emirates à partir d'août 1992, avec comme immatriculation A6-EKJ, puis a été transféré chez Air Transat en 2001, où il a été réenregistré C-GPAT. Il était équipé de deux turboréacteurs General Electric CF6-80C2A8 et totalisé 49 224 heures de vol et 13 444 cycles (décollage/atterrissage) au moment de l'accident. 

## Incident
Le vol 961 était un vol commercial régulier avec 262 passagers et 9 membres d’équipage entre Varadero (Cuba) et la ville de Québec (Canada). L’avion a décollé de Cuba le 6 mars 2005 à 6 h 45 TUC et a atteint son altitude de croisière à 35 000 pieds (11 000 m). Soudainement à 7 h 2 TUC, l'avion a entamé un roulis hollandais après qu'une forte détonation a secoué violemment l'appareil.
L'avion a alors grimpé jusqu'à ce que l'équipage entame une descente. Alors que l'équipage tentait de se dérouter vers l'aéroport international de Fort Lauderdale-Hollywood, le service opération d'Air Transat a informé les pilotes que retourner à Varadero serait une option plus prudente. 
Il n'y avait pas d'alarme sur le tableau de bord indiquant un problème de gouverne ou du système d'amortissement (yaw damper) du roulis hollandais. 
L'avion a atterri sans problème à 9 h 19 TUC. L'équipage a alors effectué une inspection de l'avion et a alors découvert qu'une grande partie de la gouverne de direction s'était détachée en vol.

## Cause de l'incident
Afin de déterminer les causes de cet accident, le Bureau de la sécurité des transports du Canada (BST) a ouvert une enquête. Les enquêteurs n’ont pas pu analyser les données de l’enregistreur de paramètres (FDR) ou de l’enregistreur phonique (CVR) car, entre le moment de l’accident et l’atterrissage, le système de filtrage des données des deux enregistreurs avaient déjà supprimer les données les plus récentes.
L'enquête conclut qu'une fissure de fatigue est sans doute apparue sur la gouverne de direction de l'appareil sans qu'elle ne soit repérée lors des inspections de maintenances précédentes.
Le BST a jugé que le programme d'inspection d'Air Transat concernant les matériaux composites constituant les gouvernes était inadéquat. En particulier, la durabilité de ces éléments dans le temps a été remise en question. Le vol 961 d'Air Transat a ainsi fourni de nouvelles informations sur d'éventuels problèmes liés aux gouvernes de direction sur les avions de type Airbus A300-600 et Airbus A310.

## Conséquences

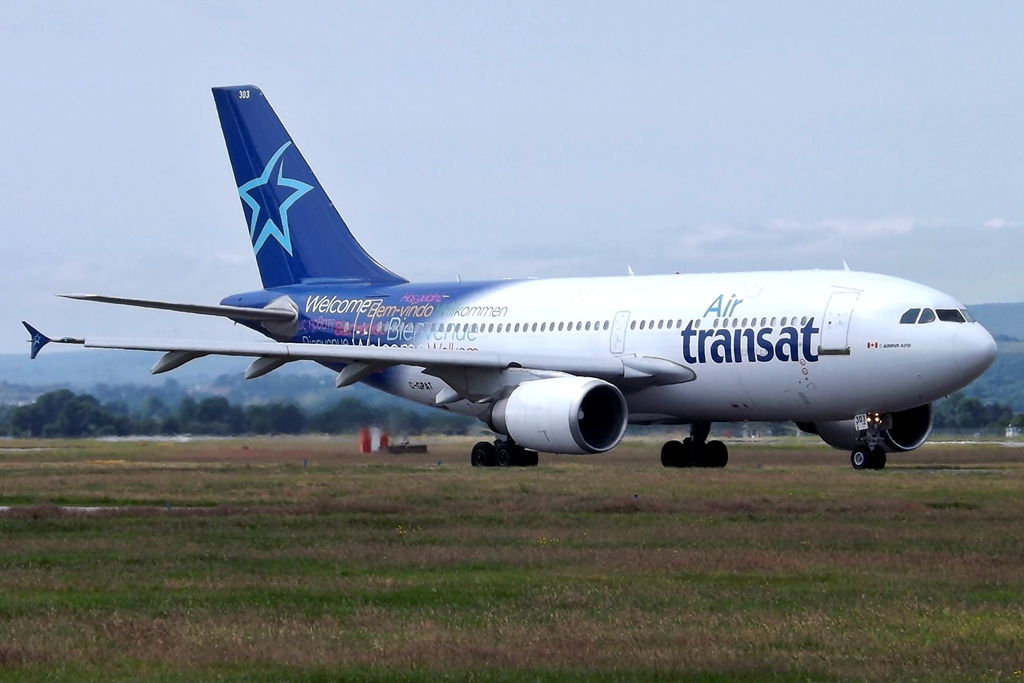
L'Airbus A310 d'Air Transat impliqué, ici en 2013 (8 ans après l'incident).

L'avion a été réparé et exploité par Air Transat jusqu'à son retrait définitif en mars 2020, et a été remplacé par l'Airbus A321neo, jugé plus moderne et plus efficace. L'ensemble de la flotte d'Airbus A310 d'Air Transat a été retiré du service le 31 mars 2020.

## Référence
- (en) Cet article est partiellement ou en totalité issu de l’article de Wikipédia en anglais intitulé « Air Transat Flight 961 » (voir la liste des auteurs).

1. 1 2  Gouvernement du Canada, Bureau de la sécurité des transports du Canada, « Rapport d'enquête aéronautique A05F0047 », sur www.tsb.gc.ca (consulté le 4 mars 2016)
2. ↑  « Air Transat C-GPAT (Airbus A310 - MSN 597) (Ex A6-EKJ ) | Airfleets aviation », sur www.airfleets.net (consulté le 17 mars 2019)